# NGC 5925
NGC 5925 ist ein Offener Sternhaufen vom Trumpler-Typ III1m im Sternbild Winkelmaß (Norma) am Südsternhimmel. Er hat eine Helligkeit von 8,4 mag und eine Winkelausdehnung von 20 * 20 Bogenminuten.
Entdeckt wurde das Objekt am 18. Juli 1826 von James Dunlop.